# Rold Skov
Rold Skov is een bos in de Deense streek Himmerland, regio Noord-Jutland. Rold Skov is het grootste bos van Denemarken met een oppervlakte van circa 8600 ha.
Het bos is genoemd naar de plaats Rold, gelegen in het zuiden van het bosgebied. Andere plaatsen in het gebied zijn Arden, Rebild en Skørping.